# بريجيت بورغينيون
بريجيت بورغينيون (مواليد 21 مارس 1959) هي سياسية فرنسية تشغل منصب وزيرة الصحة في حكومة إليزابيث بورن.